# Баянцагаан (Туве)
Баянцагаан (монг. Баянцагаан) — сомон аймаку Туве, Монголія. Територія 6,2 тис. км², населення 2,8 тис. Центр — селище Зогсоол розташоване на відстані 113 км від м. Зуунмод та 156 км від Улан-Батора. На території сомону є декілька солених озер.

## Клімат
Клімат різкоконтинентальний. Середня температура січня −22 градуси, липня +27 градусів.

## Тваринний світ
Водяться лисиці, корсаки, зайці.

## Соціальна сфера
Є школа, лікарня, культурний і торговельно-обслуговуючий центри.

## Цікаві факти
Сомон славиться своїми кіньми.